# حسین جلالی
حسین جلالی سیاستمدار انقلابي ایرانی متولد سال ۱۳۴۱ و اصالتاً اهل رفسنجان است. حسین جلالی در دوره یازدهم مجلس شورای اسلامی نماینده حوزه انتخابیه رفسنجان و انار از استان کرمان در مجلس است. وی رئیس دفتر سابق آیت الله محمدتقی مصباح یزدی بوده است.

## زندگی
پدرش با خدا عهد کرده بود در صورتی که فرزند اولش پسر باشد او را برای فراگیری دروس دینی به حوزه علمیه قم بفرستد. او دوران ابتدایی را در مدرسه کریم آباد محقق گذراند؛ ایام تعطیلات تابستان را هم در مکتب مرحوم شیخ محمد محقق یه یادگیری قرآن و مفاتیح مشغول بود. دوره راهنمایی را در مدرسه علوی که مدرسه‌ای مذهبی بود گذراند. مدرسه علوی تحت نظر مرحوم حاج شیخ عباس پورمحمدی اداره می‌شد و گرایش دینی و آشنایی با مسائل سیاسی از خصوصیات این مدرسه بود. وی در این رابطه می‌گوید: «در این مدرسه دوستان خوبی پیدا کرده بودم که در سرنوشتم تأثیر به‌سزائی داشتند. هفته ای دو شب برای یادگیری صرف ساده به مدرسه علیمه رفسنجان می‌رفتم و در کنار چند نفر از بزرگسالان که عمدتاً کارمند هم بودند، در کلاس شرکت می‌کردم و ماهی ۱۰ تومان شهریه دریافت می‌گرفتم. بیش از هر جایی در مسجد سقاخانه (مسجد امام) حضور داشتم. اخلاق خوب و خوشرویی حاج آقای پورمحمدی مرا به شدت مجذوب خود ساخته بود و حضور در این مسجد و ارتباط با نمازگزاران و امام جماعت در شکل‌گیری شخصیت و سرنوشت من تأثیر ویژه‌ای داشت.»

## مجلس یازدهم
وی موفق شد در یازدهمین انتخابات مجلس شورای اسلامی که در تاریخ ۲ اسفند ۱۳۹۸ برگزار شد، با کسب ۵۳ هزار و ۷۸۸ رای از مجموع ۱۱۷ هزار رای ماخوذه، از حوزه انتخابیه رفسنجان و انار از استان کرمان انتخاب گردد و به مجلس راه یابد.
همچنین مدرک تحصیلی او دکترای روانشناسی بوده و عضو کمیسیون فرهنگی مجلس یازدهم نیز می‌باشد.

## حقوق
در ۱۶ تیرماه ۱۳۹۹، حسین جلالی یکی از نمایندگان دوره یازدهم مجلس گفت در ماه اول حضورش در مجلس، ۲۳۱ میلیون تومان به حساب او واریز شده است. که از این مبلغ ۱۱ میلیون تومان مربوط به حقوق نمایندگی است و ۲۰۰ میلیون تومان بابت حق مسکن و ۲۰ میلیون تومان هم بابت «سایر هزینه‌ها» به حساب او واریز شده ولی اشاره‌ای به جزئیات این هزینه‌ها نکرده است.

## مواضع سیاسی

### جانم فدای رهبر
«هزاران نفر برای ارشاد و هدایت توسط گشت ارشاد به خیابان وزرا برده شده‌اند، یک نفر هم در این بین، بیمار بوده که فوت کرده است. نمی‌شود که بی‌قانونی باشد. وقتی قانونی در نظر گرفته می‌شود باید اجرا شود و نیروی انتظامی هم قانون را اجرا کرده است.»

### مسدود کردن حساب بانکی بی‌حجاب‌ها
جلالی در ۱۴ آذر ۱۴۰۱ در میانه خیزش ۱۴۰۱ ایران بعد از منتشر شدن اخبار تغییر گشت ارشاد اعلام کرد «منظور از تغییر روش این است که امکان دارد در قالب تذکری از طریق پیامک به افراد بی‌حجاب اعلام شود که شما حجاب رعایت نکردید و سعی کنید به قانون احترام بگذارید. بعد از تذکر، وارد مرحله اخطار می‌شویم بعد هشدار و در مرحله سوم ممکن است حساب بانکی فرد بی‌حجاب مسدود شود.»